# Národní knihovna Portugalska
Národní knihovna Portugalska (portugalsky: Biblioteca Nacional de Portugal) je portugalská národní knihovna, jež sídlí v Lisabonu. Byla založena 29. února 1796 královskou listinou jako Real Biblioteca Pública da Corte. Vznikla na základech Knihovny Královské cenzurní rady (Livraria da Real Mesa Censória) založené v roce 1768. V roce 1805 získala právo dostávat výtisky všech časopisů tištěných v portugalských tiskárnách. Právo povinného výtisku získala v roce 1931. V roce 1834 byla přejmenována na Národní knihovnu v Lisabonu a byla do ní začleněna většina knihovních fondů z řady tehdy zrušených klášterů. Kvůli tak náhlému rozšíření sbírky byla knihovna na dalších 150 let přestěhována do kláštera svatého Františka. V roce 1956 se začalo stavět její nové sídlo a v roce 1969 bylo dokončeno. Bylo postaveno ve čtvrti Campo Grande podle návrhu architekta Porfíria Pardala, v těsné blízkosti kampusu Alameda Lisabonské univerzity. V roce 1980 byl zahájen proces digitalizace knihovních fondů a díky spolupráci s dalšími knihovnami v Portugalsku vznikla databáze PORBASE. Od roku 1986 musejí všechny portugalské univerzity do národní knihovny odevzdávat kopie všech disertačních a vědeckých prací. Na počátku 21. století byla založena Digitální národní knihovna, fungující ve spolupráci s národními knihovnami dalších evropských zemí. Knihovna schraňuje asi tři miliony položek. Uchovává asi 30 tisíc vzácných knih (včetně 1597 prvotisků z doby před rokem 1500, včetně kopie Gutenbergovy bible) a 36 tisíc rukopisů. Mezi nejcennější iluminované rukopisy ve sbírkách patří: Biblia Cervera – hebrejská Bible vytvořená v letech 1299-1300, Hodiny královny Eleanor z doby kolem roku 1470 zdobené Willemem Vrelantem, Vaz Douradaův atlas z roku 1576 obsahující 17 iluminovaných map. Národní knihovna má za povinnost vykonávat i určité archivní služby. Její Historický archiv obsahuje dokumenty již z 11. století. Archiv současné portugalské kultury (ACPC) obsahuje sbírky osobních dokumentů 148 portugalských spisovatelů 19. a 20. století, mezi nimiž nechybějí Fernando Pessoa, Camilo Castelo Branco, Camilo Pessanha, Antero de Quental nebo José Saramago.